# Terminal Intermodal Jabaquara

O Terminal Intermodal Jabaquara é um intercambiador de transportes de São Paulo composto pela Estação Jabaquara-Comitê Paralímpico Brasileiro, da Linha 1–Azul do Metrô de São Paulo, pelo Terminal Jabaquara administrado pela EMTU e pela SPTrans, e pelo Terminal Intermunicipal Jabaquara, administrado pela Socicam, que tem como destino a Baixada Santista.
Ele também seria o terminal da Linha 17–Ouro do Metrô de São Paulo, porém em agosto de 2015, o governador Geraldo Alckmin já tinha mandado congelar 17 das 36 estações inicialmente previstas da linha na Zona Sul da capital. À época, a Secretaria dos Transportes Metropolitanos disse que a prioridade era "concluir os trechos que já possuem obras avançadas antes de abrir novas frentes de trabalho".

## Estação de metrô

### Linha 1 do Metrô de São Paulo
A Estação Jabaquara-Comitê Paralímpico Brasileiro, ou apenas Estação Jabaquara, é a estação terminal da Linha 1–Azul do Metrô de São Paulo, no sentido sul. Inaugurada em 14 de setembro de 1974, é a mais antiga estação de metrô em funcionamento no Brasil. Desta estação, é feita a ligação com o Pátio de Manutenção da Linha 1. O "Pátio Jabaquara" ou "PAT" está localizado na Avenida Francisco de Paula Quintanilha Ribeiro, n.º 134. A estação conta com duas saídas: uma na Rua dos Jequitibás, 80, e outra na Avenida Engenheiro Armando de Arruda Pereira, s/n.º, com acesso também para o terminal metropolitano.

#### História

##### Antecedentes
Entre 1927 e 1961 foram realizados oito estudos de implantação de uma rede de metrô na cidade de São Paulo. Desses, apenas um citava a intenção de implantar uma estação na Zona Sul no distrito do Jabaquara enquanto quatro três citavam que Santo Amaro seria o melhor terminal para a implantação do metrô na Zona Sul.
Durante a elaboração do projeto da rede de metrô do projeto HMD, a Câmara Municipal de São Paulo realizou audiências públicas e privadas com a presidência do Grupo Executivo do Metropolitano. Em uma das audiências, realizada em novembro de 1967, os vereadores questionaram a escolha da implantação da estação terminal da Linha Norte-Sul no Jabaquara ao invés de Santo Amaro que era uma centralidade já consolidada ao contrário da primeira. O presidente do Grupo Executivo do Metropolitano, Francisco de Paula Quintanilha Ribeiro, afirmou que a escolha de Jabaquara em detrimento de Santo Amaro deu-se em virtude das projeções de crescimento realizadas indicarem maior população residente e um crescimento futuro maior na região do Jabaquara quando comparado com Santo Amaro e que a prefeitura de São Paulo substituiria os bondes de Santo Amaro por uma linha de trólebus da CMTC.
| “ | ...Estamos fazendo um traçado dirigido a Jabaquara, cujo índice populacional é o dobro do de Santo Amaro, e a previsão de ascensão desse índice é, pelo menos, o triplo ou quádruplo... | ” |
| — Francisco de Paula Quintanilha Ribeiro, presidente do Grupo Executivo do Metropolitano, em resposta ao vereador Leonardo Mônaco durante audiência sobre o projeto do Metrô de São Paulo realizada na Câmara Municipal de São Paulo em novembro de 1967. | |   |

No entanto, o próprio consórcio HMD apresentou dados contraditórios no estudo concluído em 1968. Apesar do projeto do terminal sul da Linha Norte-Sul ter sido desenvolvido para Jabaquara, de acordo com as projeções do consórcio HMD, o distrito de Santo Amaro possuía população maior que este. Além disso, a linha de trólebus prometida para Santo Amaro em 1967 foi aberta apenas em 1987, vinte anos depois. Santo Amaro só ganhou sua primeira estação de metrô em 2002.
| Distrito    | População estimada em 1966 (HMD) |
| ----------- | -------------------------------- |
| Jabaquara   | 144606                           |
| Santo Amaro | 218293                           |

Após a escolha do ponto final da Linha Norte-Sul em Jabaquara, o consórcio HMD desenvolveu também o projeto do pátio e oficinas naquela região.

##### Obras e inauguração

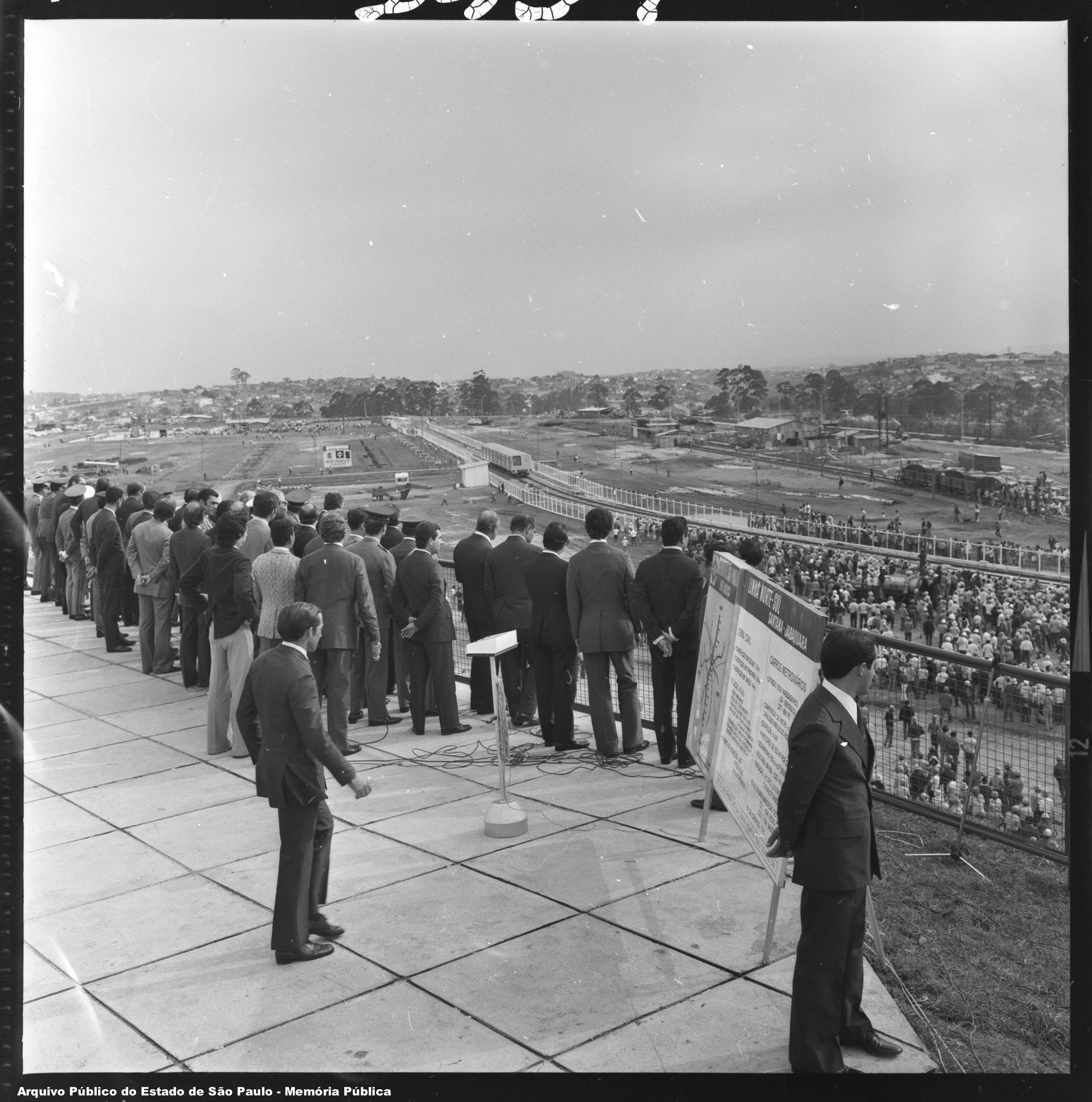
Primeiro teste de um trem de metrô no Brasil realizado entre o Pátio e o túnel de acesso à Estação Jabaquara, ainda em obras, em 1972. Arquivo Público do Estado de São Paulo

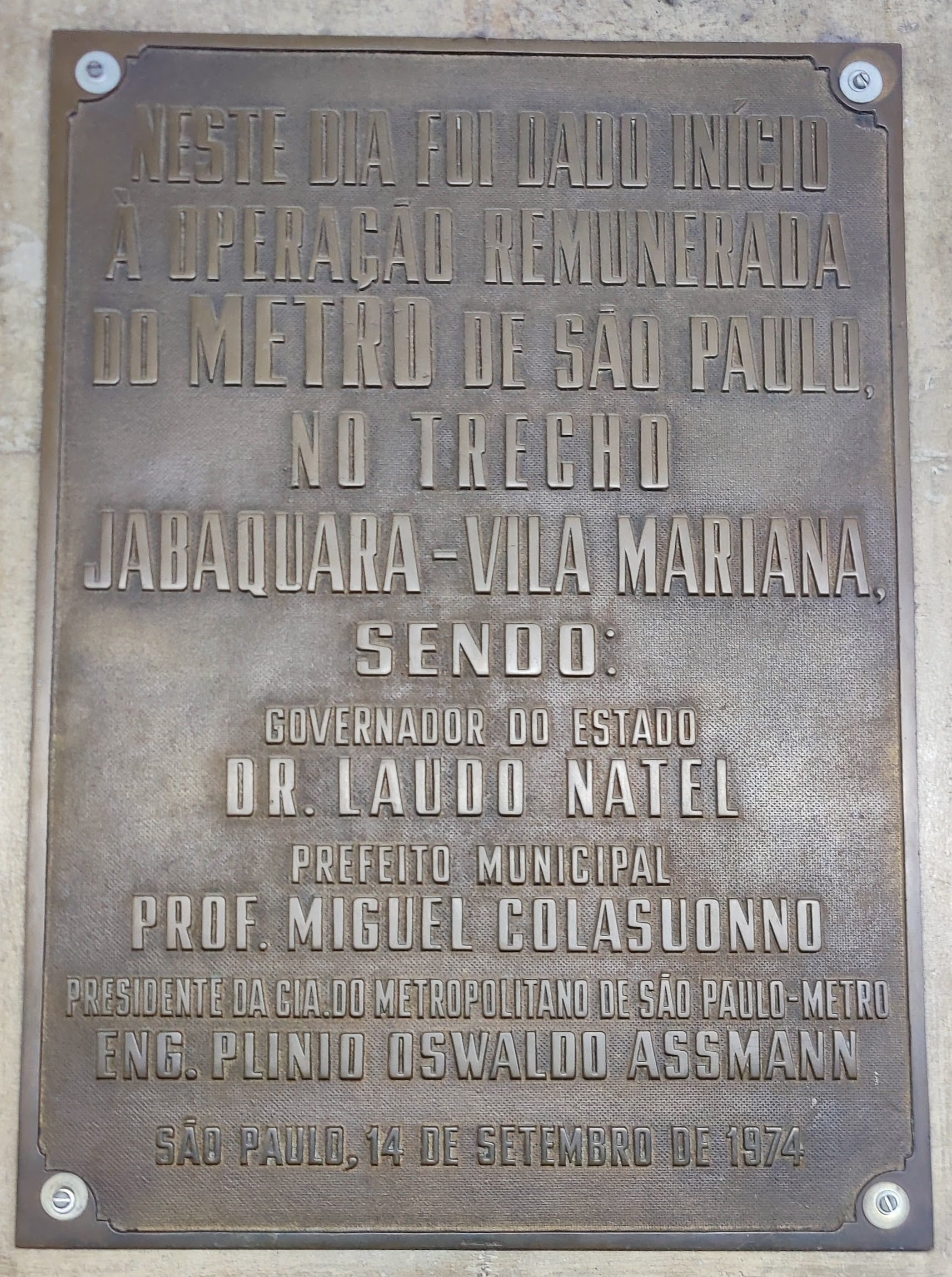
Placa de inauguração da linha na Estação Jabaquara

A Companhia do Metropolitano de São Paulo dividiu a construção da Linha Norte – Sul em onze lotes. A estação Jabaquara acabou integrada ao Lote 9 (ao lado da estação Conceição enquanto o Pátio Jabaquara foi incorporado ao Lote 10.
As obras do Lote 9 foram contradas em 1969 e tiveram início em 17 de julho daquele ano pelo prefeito Paulo Maluf.
Maluf, no entanto, optou por privilegiar as obras do Lote 2 (Santana – Ponte Pequena) que eram de via elevada enquanto as obras subterrâneas eram deixadas em segundo plano. Ainda em sua gestão, foi decidido que as obras do lote 9 seriam atacadas em duas frentes (Jabaquara e Conceição), dividindo a força de trabalho. Outro problema foi o encontro de uma tubulação adutora de água no meio da área da futura estação Jabaquara.
Mais tarde uma terceira frente de obras foi aberta, embora a obra continuasse lenta. Quase seis meses depois, as obras da estação Jabaquara ainda estavam concentradas na escavação do solo e cravação de estacas.
As obras de Jabaquara ganharam novo impulso após a posse do novo prefeito Figueiredo Ferraz em março de 1971. Ferraz passou a visitar as obras frequentemente e passou a exigir um ritmo de trabalho de 24 horas, com a realização de grandes concretagens de estruturas e a determinação de conclusão das obras principais para setembro de 1972. O principal ponto de indefinição da obra da Linha Norte – Sul era o Pátio Jabaquara, local das oficinas da futura linha e essencial para a operação. Ferraz contratou as obras em 1 de março de 1971 e exigiu um ritmo de trabalho intenso para que o primeiro trecho do metrô fosse aberto em meados de 1972. Em 15 de junho de 1971 foi iniciada a concretagem da laje da estação Jabaquara.
Cinco meses depois, as obras do Lote 9 haviam avançado mais do que nos dois anos anteriores. Durante nova inspeção das obras do metrô em 18 de agosto de 1971, Ferraz afirmou que a estação Jabaquara deveria ser concluída até o final daquele ano. O avanço dos trabalhos atingiu o seu auge em novembro de 1971 quando todo o trecho de túneis entre Jabaquara e Conceição havia sido concluído. As obras civis da estação Jabaquara foram concluídas em janeiro de 1972. As quatro escadas rolantes da estação foram instaladas e se encontravam em funcionamento em agosto de 1973.
Em 25 de maio de 1972, começou a receber os primeiros trilhos do sistema, juntamente com o trecho até a Estação Saúde. Pouco depois, em 6 de setembro de 1972, ocorreu os primeiros movimentos de um trem do metrô no país, que percorreu 500 metros a uma velocidade de 20km/h entre o Pátio Jabaquara e a entrada do túnel da estação. Na ocasião, o evento contou com a presença do então Presidente da República, Emílio Garrastazu Médici, do Governador de São Paulo, Laudo Natel e do Prefeito da capital paulista, José Carlos de Figueiredo Ferraz. Por fim, em 14 de setembro de 1974, iniciou sua operação comercial, juntamente com o trecho até Vila Mariana.

#### Características
A estação é subterrânea, com mezanino de distribuição e plataformas laterais com estrutura em concreto aparente, e possui uma área construída de 6 850 metros quadrados.
A Estação Jabaquara, juntamente com a Estação Tucuruvi, foi uma das primeiras da Linha 1-Azul do Metrô a receber portas de plataforma. Elas começaram a ser construídas em outubro de 2021, como parte do contrato do sistema de sinalização CBTC, e passaram a operar comercialmente em ambas as estações no dia 7 de julho de 2022.

#### Demanda
A média de entrada de passageiros por dia útil na estação foi de 69 mil passageiros em 2023, tendo sido a sexta mais movimentada da linha, atrás das estações Ana Rosa, Santa Cruz, Paraíso, Luz e Sé, respectivamente.

#### Toponímia
A Companhia do Metropolitano de São Paulo contratou o arquiteto Nestor Goulart Reis Filho da Universidade de São Paulo para chefiar o estudo toponímico das futuras estações. Em maio de 1972 foi apresentado o estudo. Em relação a estação nº 20, Reis Filho sugeriu os seguintes nomes:
- Encontro - por conta do entroncamento das ruas dos Jequitibás e Nelson Fernandes, Alameda Melo Franco com a Avenida Engenheiro Armando de Arruda Pereira, no local da futura estação
- Jabaquara - nome do bairro onde estava sendo construída a estação nº 20
- Melo Franco - nome de pequena alameda transversal que cruzava a Avenida Engenheiro Armando de Arruda Pereira na altura da futura estação. A alameda desapareceu durante as obras do metrô.

O estudo indicou Jabaquara como a alternativa mais adequada. A palavra Jabaquara tem origem na íngua tupi, do termo YAB-A-QUAR-A, significando buraco ou rocha.

#### Mudança de nome
Em 18 de setembro de 2024, o Governador de São Paulo, Tarcísio de Freitas, assinou um decreto alterando o nome da estação para "Jabaquara-Comitê Paralímpico Brasileiro", em homenagem à entidade representada pela delegação brasileira que teve seu melhor desempenho da história nos Jogos Paralímpicos de Paris. A assinatura ocorreu em uma cerimônia no Palácio dos Bandeirantes que contou com a presença de diversos atletas da delegação paralímpica, dos secretários de Estado dos Direitos da Pessoa com Deficiência, Marcos da Costa, dos Transportes Metropolitanos, Marco Antonio Assalve, e do presidente do Comitê Paralímpico, Mizael Conrado. O Comitê Paralímpico Brasileiro tem sua sede dentro do Centro de Treinamento Paralímpico Brasileiro, localizado a cerca de 2 km da estação, às margens da Rodovia dos Imigrantes.
A homenagem acabou desrespeitando os critérios de nomenclatura das estações do metrô, elaborados em 1972 e mantidos desde então:
- popularidade: denominação de forte apelo popular;
- escala metropolitana: nome de relevância regional;
- características de conteúdo: referência histórico-geográfica que permitisse uma fácil e rápida identificação do local;
- características de forma: nome simples, com sonoridade e fácil compreensão até para pessoas pouco letradas ou analfabetas. Nomes compridos ou com termos estrangeiros deveriam ser evitados.

Segundo um estudo elaborado em 2016 pela Companhia Paulista de Trens Metropolitanos, os custos de alteração do nome de uma estação terminal como Jabaquara seriam de 790 mil reais com a troca de mapas, placas e outros elementos de comunicação visual, sendo evitada a troca de nomes por motivos financeiros e toponímicos. Segundo um estudo da Companhia do Metropolitano de São Paulo realizado em 2004, a alteração de nomenclatura de uma estação causa "perda de referência urbana", prejuízo da imagem do Metrô e custos para modificação dos elementos de comunicação visual e sonora para a modificação do nome.

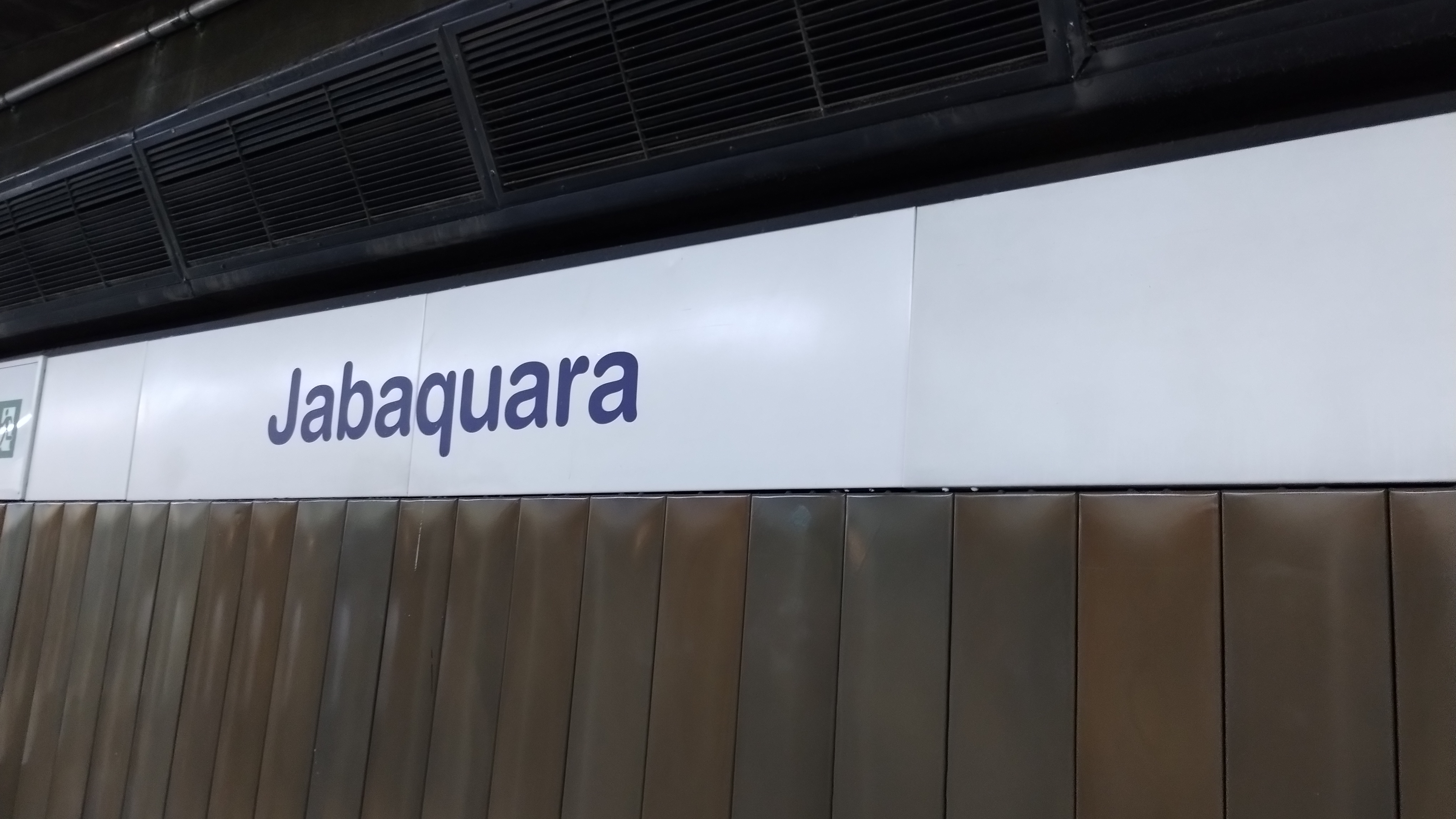
Placa da estação Jabaquara
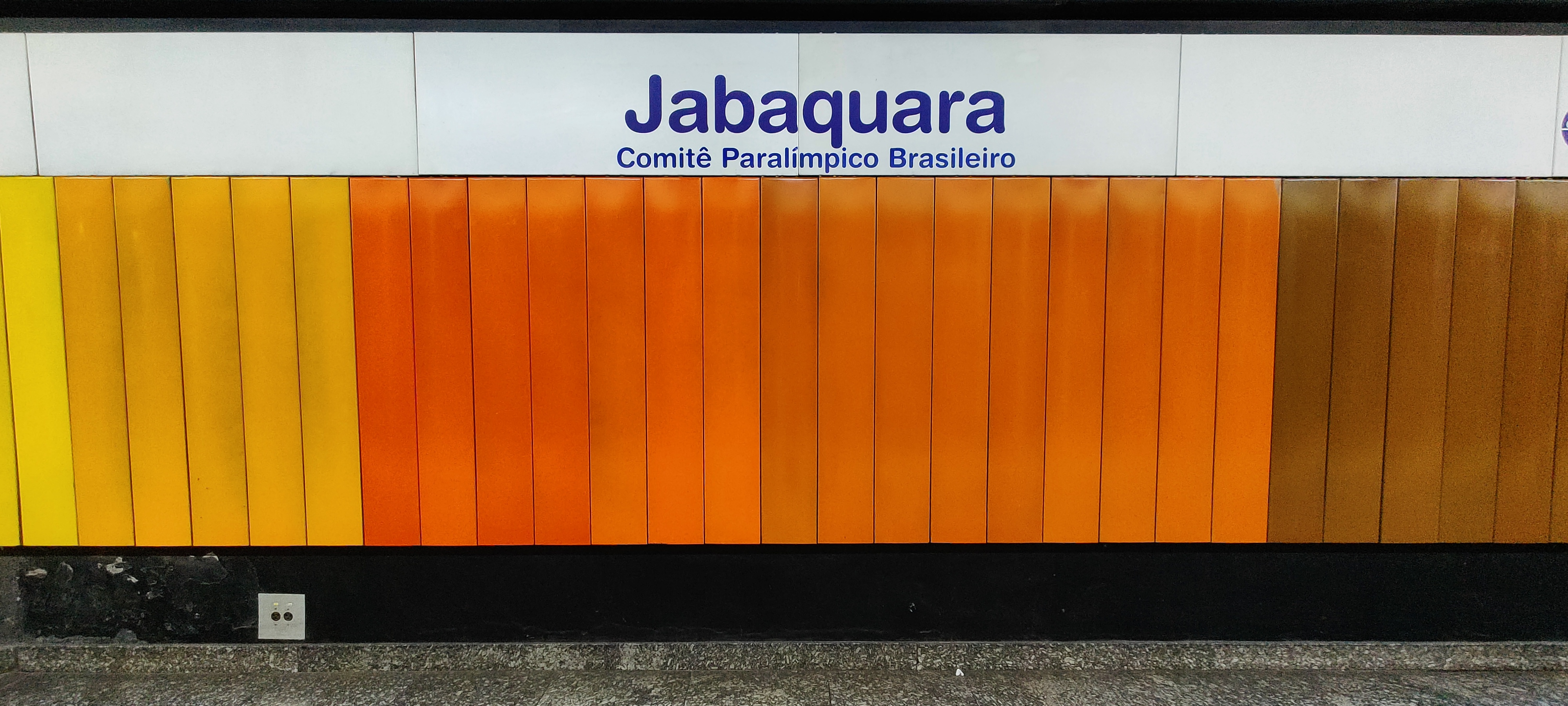
Placa alterada da estação Jabaquara
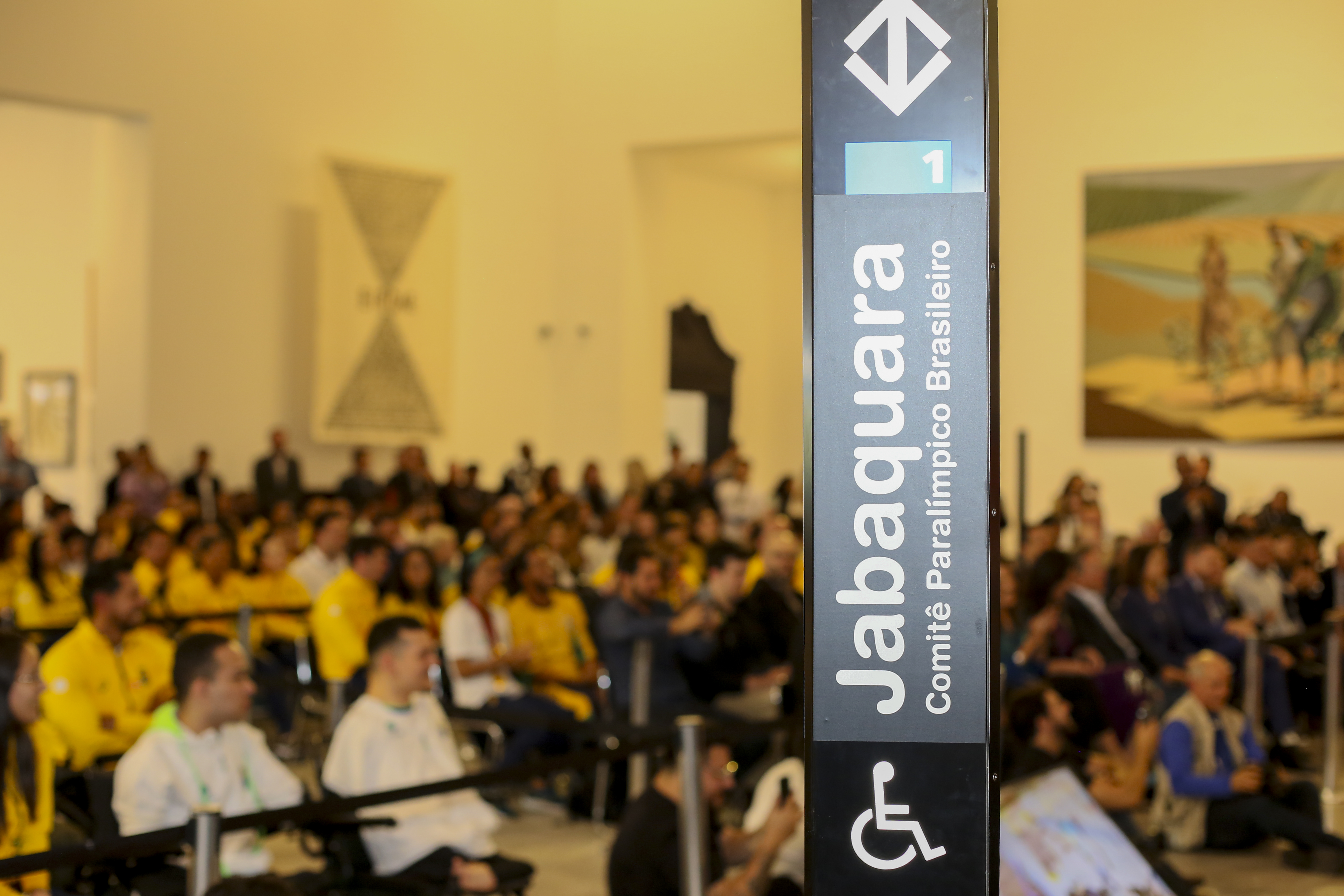
Assinatura de decreto que alterou o nome da Estação Jabaquara, no Palácio dos Bandeirantes, em 2024

Uma tentativa anterior de alterar o nome da estação ocorreu em 2007, quando o Deputado Paulo Alexandre Barbosa propôs um projeto de lei (PL) que renomeava a estação como "Santos Futebol Clube-Jabaquara", como homenagem ao clube do Litoral Paulista. Na ocasião, houve uma forte oposição à medida por parte dos moradores da região, devido ao time não possuir nenhuma relação com o bairro, o que culminou no arquivamento do PL. Com isso, a homenagem foi transferida para a então recém-inaugurada Estação Imigrantes da Linha 2-Verde que, em novembro de 2008, passou a chamar-se Estação Santos-Imigrantes após a aprovação de um PL substitutivo de autoria do então deputado estadual Bruno Covas.

#### Obras de arte

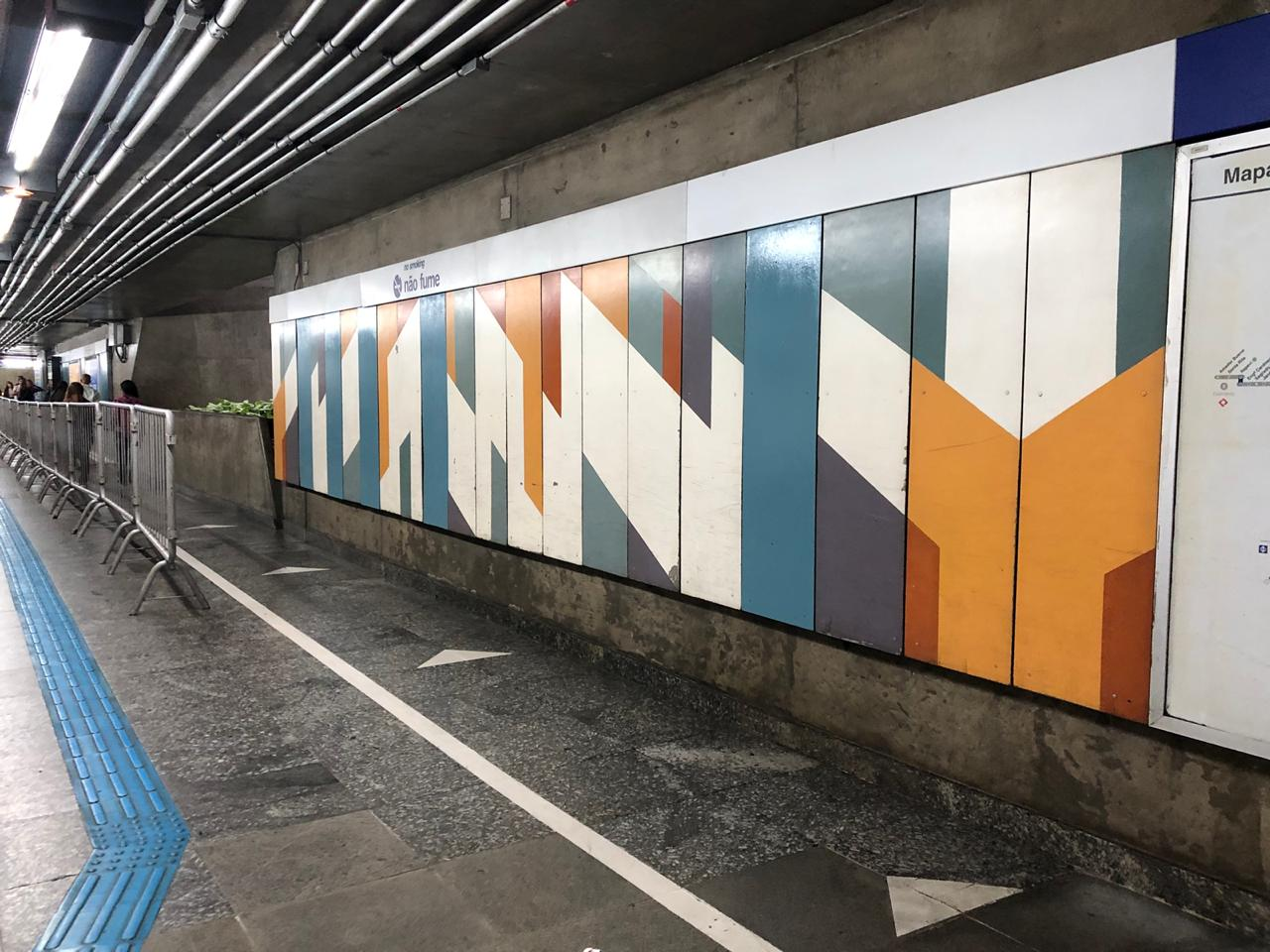
"Sem título (Painel)" de Renina Katz (1991)

- "Sem título (Mural 1)", Odiléa Toscano, pintura sobre parede (1990), tinta acrílica (2,96 m X 4,85 m – 14,35 m²), instalada acima das escadas rolantes no acesso a plataforma 1.[35]
- "Sem título (Mural 2)", Odiléa Toscano, pintura sobre parede (1990), tinta acrílica (2,96 m X 4,85 m – 14,35 m²), instalada acima das escadas rolantes no acesso a plataforma 2.[35]
- "Sem título (Painel)", Renina Katz, pintura sobre placas de fibrocimento (1991), tinta acrílica (155 m² aproximadamente), instalada no mezanino.[35]

#### Tabela
| Sigla | Estação   | Inauguração            | Capacidade                   | Integração                                                | Plataformas | Posição     | Notas                                      |
| ----- | --------- | ---------------------- | ---------------------------- | --------------------------------------------------------- | ----------- | ----------- | ------------------------------------------ |
| JAB   | Jabaquara | 14 de setembro de 1974 | 30 mil passageiros hora/pico | Bilhete Único da SPTrans e Corredor Metropolitano da EMTU | Laterais    | Subterrânea | Estação com estrutura de concreto aparente |

### Linha 17 do Metrô de São Paulo
Sem previsão para inauguração, a Estação Jabaquara da Linha 17–Ouro do Metrô de São Paulo fará parte da terceira etapa da construção do monotrilho, onde seu trecho inicial é da Estação Morumbi da Linha 9–Esmeralda, até a Estação Washington Luís, que terá ramal até o Aeroporto de Congonhas.

## Terminal Rodoviário Jabaquara
O Terminal Intermunicipal Jabaquara, também conhecido como Terminal Jabaquara ou Rodoviária do Jabaquara, é um dos três terminais rodoviários intermunicipais de São Paulo, sendo dedicado a linhas rodoviárias com destino à Baixada Santista e ao Litoral Sul do estado.

### História
Em 1950, o vereador Carlos Fairbanks sugeriu que o Mercado Central fosse transformado em uma estação rodoviária, pois sua localização era ideal para receber ônibus que partissem para a Baixada Santista, o Rio de Janeiro e Minas Gerais. Inicialmente, a sugestão agradou, porém depois surgiram contestações sobre a passagem de ônibus pela região central e foi proposta a construção de quatro terminais nas zonas norte, sul, leste e oeste. Como não tinha verba para investir nisso, a Prefeitura aceitou a proposta da iniciativa particular de uma rodoviária na zona central, o Terminal Rodoviário da Luz.
Quando reassumiu a Prefeitura, Prestes Maia passou a lutar para tirar a rodoviária da Praça Júlio Prestes e recomendar a construção de quatro terminais em bairros mais afastados do Centro, mas esbarrou na falta de recursos. Graças a uma reforma na distribuição das receitas públicas, feita por Castelo Branco em 1965, a Prefeitura passou a arrecadar muito mais e pôde dar atenção a projetos que nunca tinham saído do papel antes, como a construção do Metrô.

O projeto das rodoviárias também voltou à pauta, mas com apenas três: a principal, em Santana, uma na Água Funda, para atender a Baixada Santista, e outra perto do Jockey Club, para ônibus que utilizassem as rodovias Castelo Branco, Anhanguera e Régis Bittencourt.

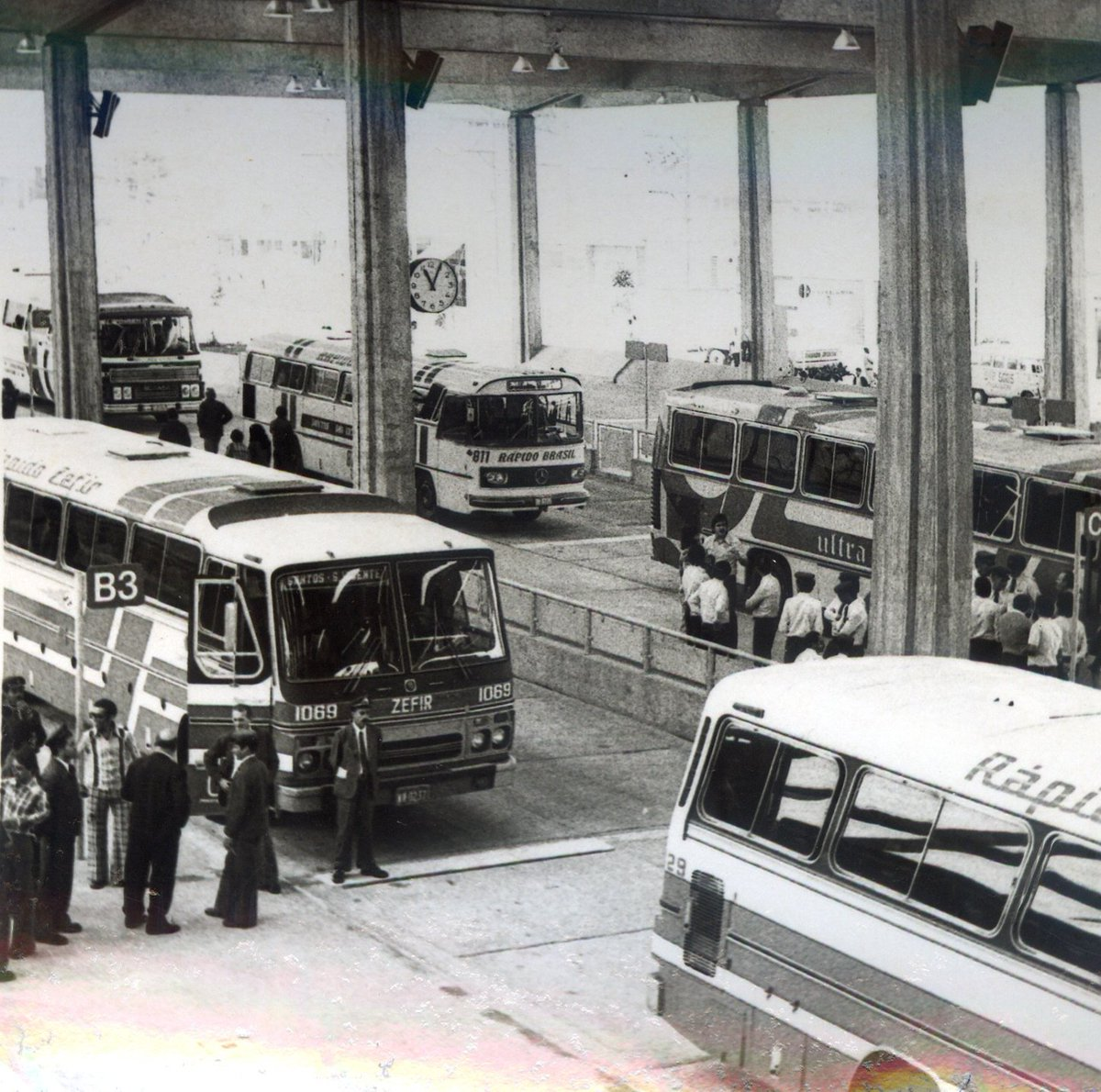
Terminal Rodoviário Jabaquara, recém inaugurado em maio de 1977.
Acervo da Companhia do Metropolitano de São Paulo

Acabou sendo criado um terminal quase improvisado no Glicério, nos baixos da Ligação Leste-Oeste, para servir a Baixada Santista, em 1973. Em janeiro de 1976, entretanto, o prefeito Olavo Setúbal determinou que fosse instalado um terminal rodoviário para a Baixada Santista no Jabaquara, já no mês seguinte, mas isso só acabaria oficializado um ano depois, quando Setúbal assinou o decreto criando o Terminal Intermunicipal do Jabaquara, em 21 de janeiro de 1977.
O decreto estipulava que todas as linhas que demandassem utilização das rodovias Anchieta e Imigrantes teriam seus pontos de embarque e desembarque transferidos para o novo terminal. As empresas que não aceitassem a mudança poderiam ter seus ônibus impedidos de entrar no município e, caso o fizessem, eles poderiam ser apreendidos.
A administração do terminal ficaria a cargo da Companhia do Metropolitano. O investimento na construção foi de 44 milhões de cruzeiros, além de oito milhões de cruzeiros em obras de readequação viária na região. A intenção da Prefeitura era criar terminais descentralizados e integrados ao Metrô, para poder desativar o terminal da Luz. Donos de empresas calculavam que a mudança poderia reduzir em até uma hora o tempo de percurso em cada um dos sentidos.
A inauguração do terminal ocorreu em 2 de maio de 1977, passando a abrigar as linhas com destino à Baixada Santista e ao Litoral Sul, que antes partiam do Terminal Rodoviário da Luz e do Terminal do Glicério. A mudança foi encarada com protestos por moradores da Baixada Santista. "É uma coisa sem lógica essa mudança radical para o Jabaquara", protestou um vereador de Santos em 24 de maio. "Esse tipo de medida tende a ser aplicado somente aos ônibus de Santos, já que vários outros chegam de diversas capitais, como do Rio e Curitiba, além de cidades do interior de São Paulo.
Agora o santista que viaja tem de gastar muito mais para poder locomover-se de uma rodoviária a outra, distante vários quilômetros e sem linhas de ônibus à disposição." Pesquisa encomendada pela Prefeitura de Santos mostrava que 92% eram contra a mudança. Em São Paulo, as queixas eram quanto à distância do novo terminal, que obrigava os passageiros a fazer grandes deslocamentos, já que àquela época a única linha do Metrô existente na cidade era a Linha 1-Azul, que ligava o Jabaquara até Santana.
A Viação Santa Rosa, que havia vinte anos tinha uma linha rumo a Santos e São Vicente saindo do bairro da Penha, na zona leste da capital, passando por cidades do ABC, optou por não se mudar para o novo terminal. A empresa tinha como público pessoas que moravam na Baixada Santista e trabalhavam na zona leste de São Paulo e preferiu passar a fazer a ligação apenas entre a Baixada e as cidades do ABC. "Não interessa ao passageiro sair do Jabaquara, passar pelo ABC e ir até a Baixada, gastando o dobro do horário que levaria se fosse direto", explicou um diretor da empresa.
Já a Expresso Luxo, que trabalhava com carros de passeio, manifestava desde mais de um ano antes a preocupação com a mudança. "Meu mercado é constituído pela classe média-alta", explicou o presidente da empresa em janeiro de 1976. "Deputados, senadores, desembargadores, juízes, delegados, advogados, engenheiros. É óbvio que essas pessoas não vão até o Jabaquara tomar um expressinho. Uma coisa que eu não compreendo é que tipo de concorrência eu faço aos ônibus, se a passagem deles custa dez cruzeiros e a minha, trinta cruzeiros. Se essa medida for definitiva, minha empresa vai acabar." Os veículos da Expresso Luxo não saíam de nenhum dos terminais rodoviários, mas sim da Avenida Ipiranga.
Outra empresa, a Rápido Zefir, impetrou mandado de segurança para seguir operando na Luz e no Glicério. "Não se trata de um deslocamento puro e simples no espaço, de sorte que possa a impetrante, no exíguo prazo de cinco dias, cumprir exigências que demandaria, para cumpri-las, não menos de um ano", argumentava a empresa no mandado, citando ainda que havia investido na compra de um imóvel próprio para sede nas imediações do terminal da Júlio Prestes.
As empresas concorrentes protestaram. "Enquanto os ônibus da Rápido Zefir partiam para Santos e São Vicente e voltavam à capital, lotados, as minhas 170 unidades faziam o percurso, nos dois sentidos, praticamente vazias", lamentou o superintendente da Ultra, que teve ônibus apreendidos na Luz e no Glicério por estar operando ali sem ordem judicial. "Em Santos, a Zefir tem divulgado ser ela a única empresa que traz o passageiro até o centro da cidade, evitando baldeações. Assim que os usuários tomaram conhecimento dessa informação, logicamente passaram a preterir a Ultra, cujo itinerário é igual ao da Zefir." O mandado da Zefir levou alguns meses para ser cassado.
Desde então, por sua fácil acessibilidade por todas as regiões da cidade (através do metrô) e por estar situado na região sul (mais próximo, assim, da costa), o terminal mantém a tradição de realizar apenas viagens curtas para o litoral sul paulista. A viagem mais longa atualmente é a com destino a Peruíbe, em um trajeto de 147,5 quilômetros. O terminal não atende a nenhum outro estado, assim como não faz viagens ao interior paulista. Ocupando 13,6 mil metros quadrados (12,1 mil metros quadrados de área construída), o terminal é utilizado por cinco empresas que realizam viagens com destino a Santos, São Vicente, Guarujá, Praia Grande, Bertioga, Vicente de Carvalho, Cubatão, Mongaguá, Itanhaém e Peruíbe. As viagens são distribuídas por dezenove plataformas de embarque e cinco de desembarque, utilizadas pelas empresas Piracicabana, Cometa, Expresso Luxo, Rápido Brasil e Ultra.

### Dados
- 19 bilheterias
- 10 linhas de ônibus
- 10 relógios
- 34 telefones públicos
- 44 bancos de espera
- 50 táxis
- 8 lojas
- 1 praça de alimentação
- 1 elevador
- 4 escadas rolantes
- 1 500 lâmpadas
- 10 tipos diferentes de árvores
- 2 470 m² de jardins
- 13 600 m² de área total
- 12 100 m² de área construída

### Transporte irregular para o litoral
O entorno do Terminal Rodoviário Jabaquara é conhecido por ser um ponto de embarque de veículos irregulares em direção ao Litoral Sul de São Paulo. Ao longo dos anos, diversas reportagens já mostraram como funciona o esquema: os perueiros deixam funcionários dentro da estação convidando passageiros na saída que dá acesso à Rua dos Jequitibás. O serviço oferece transporte para todas as cidades da Baixada Santista. Em muitos casos, os veículos circulam de maneira descaracterizada, sem nenhuma identificação e registro, com o objetivo de dificultar a ação dos órgãos fiscalizadores. Normalmente, não há qualquer tipo de recibo ou garantia em caso de acidente, e os preços cobrados costumam ser mais caros que os dos ônibus que partem da rodoviária. O motivo para o valor mais caro seria que o cliente possui um "conforto a mais", e ele pode desembarcar onde desejar, até mesmo na porta de casa, sem precisar descer na rodoviária da cidade de destino.

## Terminal Metropolitano Jabaquara
O Terminal Metropolitano Jabaquara é administrado pela EMTU e tem parte operada pela SPTrans. Faz parte do Corredor Metropolitano São Mateus–Jabaquara, que interliga a capital aos municípios do ABD.
O projeto do Terminal de Ônibus Metropolitano Jabaquara surgiu em 1976, durante o Plano de Trólebus Sistran, da Prefeitura de São Paulo. Posteriormente, partes do Sistran (intermunicipais) foram absorvidas pela recém-criada EMTU, quando foi criado o primeiro projeto do Corredor Viário ABD de Trólebus, com um de seus terminais ao lado da Estação Jabaquara do Metrô, aproveitando parte das áreas ociosas desapropriadas para as obras do metrô.
O projeto do Terminal Jabaquara foi atrasado por causa da extinção da EMTU, na gestão Maluf. O projeto foi retomado na gestão seguinte de Franco Montoro, utilizando-se do Metrô para geri-lo. Com um redesenho, novas desapropriações tornaram-se necessárias para a construção do novo terminal de trólebus, realizadas por meio do decreto estadual número 23 763, de 6 de agosto de 1985.
As desapropriações foram turbulentas, com moradores da região tentando alterar, sem sucesso, a localização do terminal. A disputa sobre o local do novo terminal envolveu até mesmo deputados estaduais. A reivindicação dos moradores atingidos pelas desapropriações era de que o novo terminal fosse construído ao lado do Terminal Rodoviário Jabaquara, em um terreno público alugado para o Grupo Pão de Açúcar (que ali mantinha uma unidade do Jumbo Eletro). O Estado não acatou a sugestão dos moradores e manteve a desapropriação do quadrilátero formado pela Avenida Engenheiro Armando de Arruda Pereira e pelas ruas Nelson Fernandes, Anita Costa e dos Comerciários.
Lançadas em 1986, as obras do novo terminal tinham previsão de conclusão para maio de 1987, mas em julho de 1990 as obras ainda não haviam sido concluídas, e a nova previsão de abertura era setembro daquele ano.
Desde sua inauguração, o terminal recebe linhas de trólebus com destino aos municípios de Diadema e São Bernardo do Campo, possibilitando integração com o município de Santo André e o distrito de São Mateus, na Zona Leste da capital, além de abrigar linhas de ônibus municipais com destino a outras regiões da Zona Sul. Neste terminal, também opera o serviço Ponte Orca Zoo (uma extensão da hoje extinta Ponte Orca), lançado pela EMTU em outubro de 2003, o qual consiste em uma linha exclusiva de ônibus temáticos que realizam viagens expressas, com duração de sete minutos, em direção ao Parque Zoológico de São Paulo. Para embarcar, é necessário comprar o pacote que inclui o ingresso e a passagem de ida e volta no posto exclusivo de venda dentro do terminal. Além disso, desde 2018, há uma linha, também exclusiva, partindo do Terminal Jabaquara que fornece acesso à São Paulo Expo, centro de convenções onde são realizados eventos dos mais diversos tipos, e ao Centro Paralímpico Brasileiro, maior espaço dedicado ao paradesporto da América Latina, inaugurado em 2016. Ambos os locais estão situados lado a lado, às margens da Rodovia dos Imigrantes, a um raio de dois quilômetros do terminal.

### Tabela
| Trecho             | Extensão                          | Construtora | Início da obra | Término          |
| ------------------ | --------------------------------- | ----------- | -------------- | ---------------- |
| Terminal Jabaquara | 11.000 m² 6.600 m² (área coberta) | Convap      | c. 1987        | setembro de 1990 |